# A Gifted Man
A Gifted Man es una serie de televisión estadounidense, la cual se estrenó en CBS el 23 de septiembre de 2011 (estrenada en España con el nombre de En Cuerpo y Alma). La serie trata de un cirujano talentoso (Patrick Wilson) quien comienza a cuestionarse el propósito en la vida cuando es visitado por el espíritu de su exesposa fallecida (Jennifer Ehle). El episodio piloto fue dirigido por Jonathan Demme, quién sirve también como productor ejecutivo en el programa junto a Susannah Grant. En Latinoamérica se estrenó el miércoles 26 de octubre a las 22 horas en el canal Universal Channel.
El 10 de mayo de 2012, A Gifted Man fue cancelada por la CBS.

## Sinopsis
Artículo principal: Anexo:Lista de episodios de A Gifted Man
Michael es un talentoso y exitoso neurocirujano que vive en Nueva York y dedica su vida a su trabajo.
Haciendo footing oye el frenazo de un coche, pero no hay nada, solo una pelota rodando. Días más tarde se encuentra con su exmujer Anna, con la que vivió en Alaska cuando ambos eran médicos jóvenes. Tras una cena juntos donde evocan su vida en común ella se marcha. A la mañana siguiente se entera de que Anna ha muerto en un accidente hace una semana. Tras el shock que esta noticia le provoca y que le hace pensar que se está volviendo loco o que tiene un tumor, ella empieza a aparecérsele. Aunque él se niega y acude a un chamán amigo de su hermana para deshacerse del fantasma. Ésta, Christina, madre soltera de un adolescente, Milo, cree en lo sobrenatural y tiene la idea de que Anna está de vuelta en la vida de Michael, ya que ella insiste en que él era una mejor persona cuando estaba cerca.
Después de ese suceso comienza a ayudar a personas con menores recursos.

"A gifed man es un drama sobre un cirujano brillante y carismático cuya vida cambia para siempre cuando su difunta ex esposa comienza a enseñarle el sentido de la vida desde el “más allá”. Michael Holt es un médico excepcional que vive una vida materialista y de lujos gracias a su obsesión por su carrera y a sus pacientes ricos y poderosos. Pero el ordenado mundo de Michael se sacude cuando su ex esposa, Anna -- una médica idealista que trabajaba en una clínica gratuita, y el amor de su vida -- aparece misteriosamente ante él. Tratando de volver a su vida “normal”, Michael visita a Anton, un carpintero que también es chamán, para que le saque el espíritu de Anna del cuerpo, pero cuando Anna aparece y le pide a Michael que vaya a su clínica para que pueda seguir funcionando, él se da cuenta de que ella lo necesita más que nunca. Rita, que trabaja sin descanso para ordenarle la agenda a Michael para que pueda trabajar en la clínica, está curiosa por el cambio repentino en su comportamiento. Conmovido por los necesitados y aceptando la “presencia” compasiva de Anna, la actitud de Michael con respecto a atender a los ricos o a los pobres se pone patas para arriba, y comienza a ver que en su vida hay lugar para todos. Neal Baer, nominado siete veces a los premios Emmy; Susanna Grant, nominada a los premios Oscar; Jonathen Demme, ganador de un premio Oscar; Sarah Timberbam y Carl Beverly son los productores ejecutivos para CBS Television Studios". 
Universal Channel (Latinoamérica).

## Reparto
| Protagonistas de A Gifted Man.            | Protagonistas de A Gifted Man.     | Protagonistas de A Gifted Man.             |
| ----------------------------------------- | ---------------------------------- | ------------------------------------------ |
|                                           |                                    |                                            |
| Patrick Wilson interpreta a Michael Holt. | Julie Benz interpreta a Christina. | Rachelle Lefevre interpreta a Kate Zykora. |

- Patrick Wilson es el Dr. Michael Holt, un prestigioso cirujano.
- Jennifer Ehle es la Dra. Anna Paul, exesposa de Michael y directora de la Clínica Sanando. Fallecida en un accidente automovilístico.
- Julie Benz es Christina, hermana de Michael, madre soltera de Milo.
- Liam Aiken es Milo, hijo adolescente de Christina y sobrino de Michael.
- Margo Martindale es Rita, asistente de Michael en su hospital.
- Pablo Schreiber es Anton, pareja de Christina, chamán y curandero espiritual que ayuda a Michael a comprender sus experiencias de otro mundo.[7]
- Rachelle Lefevre es la Dra. Kate Sykora, médica que reemplaza a Anna en la dirección de la Clínica Sanando.[8]
- Rhys Coiro es el Dr. Zeke Barnes, un médico de la Clínica Sanando.[9]
- Afton Williamson es Autumn, trabaja con Anna.
- Armando Riesco es Tavo.
- Marin Ireland es Elena.
- Sue Jean Kimes la Enfermera Jefe Collette.
- Eriq La Salle es Edward 'E-Mo' Morris, un neurólogo-psiquiatra en el hospital de Michael.[10]
- Mike Doyle es Victor Lantz, el anestesiólogo en el Hospital Holt.

## Producción
La serie es producida por CBS Television Studios y Timberman-Beverly Productions. Jonathan Demme, Susannah Grant, Sarah Timberman, Carl Beverly y Neal Baer son los productores ejecutivos. Demme dirigió y Loucas George produjo el episodio piloto.
El 14 de noviembre, CBS ordenó tres episodios adicionales para la serie, teniendo un total de 16 episodios para la primera temporada.

## Transmisión
- Estados Unidos: CBS. La serie se estrenó el 23 de septiembre de 2011.
- Latinoamérica: Universal Channel. La serie se estrena el 26 de octubre.[12][13]